# 福島啓史郎
福島 啓史郎（ふくしま けいしろう、1946年3月31日 - ）は、日本の政治家。自由民主党所属の元参議院議員（1期）。山口県宇部市出身。

## 学歴
- 宇部市立新川小学校・鵜の島小学校卒
- 宇部市立桃山中学校卒
- 山口県立宇部高等学校卒
- 東京大学法学部卒

## 経歴
- 1968年（昭和43年）4月 - 農林省入省。
  - 防災担当審議官、畜産局審議官、農政部長。
  - 駐イギリス大使館参事官、国連ISO議長。
- 1997年（平成9年）1月 - 林野庁次長[1]。
- 1998年（平成10年）7月 - 食品流通局長[1]。
- 2000年（平成12年）6月 - 退官。
- 2001年（平成13年）7月 - 第19回参議院議員通常選挙の比例区に自民党公認で出馬し、当選。
- 2003年（平成15年）9月 - 外務大臣政務官就任。
- 自民党食育調査会副会長。
- 自民党外交部会長。
- 2007年（平成19年）7月 - 第21回参議院議員通常選挙の比例区に自民党公認で出馬したが、落選。
  - この選挙に際して、JAの政治組織である全国農業者農政運動組織連盟は、JA全中専務理事の山田俊男と福島のどちらを比例区の推薦候補とするかを決める予備選挙を行い、大差で山田が推薦候補に決まった。JAでは、組織票の集票が次第に難しくなるなか、外部者である官僚出身者よりも内部の意向を忠実に代弁する母体出身者を輩出することで影響力・結束力を高めたいとの声が強まっていた。JAの支持を失った福島は水産業界や商品先物業界などの支持を取り付けて立候補したが、山口県以外での票が伸びず、議席を失った。
- 2008年（平成20年）9月 - 山口県宇部市から北海道函館市に転居し、自民党北海道第8選挙区支部長に就任。
- 2009年（平成21年）
  - 8月30日 - 第45回衆議院議員総選挙の北海道8区に自民党公認で出馬したが、民主党前職の逢坂誠二（元ニセコ町長）に大差で敗れ落選。
  - 12月 - 自民党北海道第8選挙区支部長を辞任。後任は松前町の町長を退任した前田一男。
- 2016年（平成28年）4月 - 春の叙勲で旭日中綬章を受章。

## 現在の活動
- 全国林業事業協同組合　理事長
- LLP法人　日中百人委員会　会長
- 未来政治経済社会研究所　代表
- 農林水産・食育フォーラム　代表
- 「学びの庭」じゃがいもネット（仮称　代表就任予定）
- 日ロ経済フォーラム（仮称　設立準備中）

## その他
- 日中国会議員書画展へ書画を提供している。[2]